# Samai Samai
Samai Samai (* 26. September 1980) ist ein indonesischer Bahn- und Straßenradrennfahrer.
Samai Samai gewann 2003 bei der Jelajah Malaysia drei Etappen. Ab 2004 fuhr er für das indonesische Wismilak Cycling Team. In seinem ersten Jahr dort gewann er die siebte Etappe bei der Tour of Sunraysia. 2005 konnte er zwei Etappen bei der Tour of East Java für sich entscheiden. Bei der B-Weltmeisterschaft 2007 in Kapstadt gewann Samai die Goldmedaille im 1000-m-Zeitfahren auf der Bahn. 2009 fuhr er für das malaysische Letua Cycling Team.

## Erfolge – Straße
2003
- drei Etappen Jelajah Malaysia

2005
- zwei Etappen Tour of East Java
- Südostasienspiele – Kriterium

2009
- eine Etappe Tour de Langkawi

## Erfolge – Bahn
2007
- B-Weltmeister – 1000-m-Zeitfahren

## Teams
- 2004 Wismilak Cycling Team
- 2005 Wismilak Cycling Team
- 2006 Wismilak Cycling Team

- 2009 Letua Cycling Team (bis 30.06.)